# Karen Horney
Karen Clementine Theodore Horney (Hamburg-Blankenese, 1885. szeptember 16. — New York, 1952. december 4.) német-amerikai orvos, pszichoanalitikus. Elméletei megkérdőjelezték a freudi eszmék néhányát, mint például a szexualitással kapcsolatos nézeteit. A pszichoszociális irányzat egyik jeles képviselője.

## Gyermekkora
Horney Karen Danielsenként született 1885. szeptember 16-án Blankenese-ben, Németországban. Norvég és holland ősökkel is rendelkezett. Édesapja, Berndt Wackels Danielsen (1836-1910) hajóskapitány volt, aki szigorú patriarchális elveket vallott. Édesanyja, Clotilde, née van Ronzelen (1853–1911), sokkal nyitottabb gondolkodású volt, mint az apja.
Karen felnőttkori naplójában úgy ír az apjáról, mint „egy kegyetlen, fegyelmező figuráról,” kivel kapcsolatban mindig úgy érezte, hogy nem szereti, ezért inkább édesanyjával ápolt jó kapcsolatot.
Kilencéves korában Karen úgy döntött, hogy megváltoztatja a hozzáállását az élethez és ambiciózus, lázadó lesz. Úgy érezte, hogy nem tud szépségével kitűnni, ezért inkább az energiáját intellektuális tevékenységekbe fekteti – ennek ellenére inkább szépnek látták őt, mint intelligensnek. Ebben az időben szerelmes lett a bátyjába, aki elutasította őt. Ekkor jelentkezett nála a depresszió először, ami egész életében végigkísérte.

## Egyetemi évek, házassága
1904-ben Karen anyja elhagyta az apját és a gyerekeket is magával vitte. 1906-ban az orvosi egyetemre kezdett el járni az anyja támogatásával, de ezt az apja ellenezte. A freiburgi egyetemen kezdett, majd átment a göttingeni egyetemre, végül 1913-ban a berlini egyetemen végzett.
Az orvosi egyetem közben találkozott Oskar Horney-val, akivel 1909-ben összeházasodtak. A következő évben született meg lánya, Brigitte, aki az első volt a három közül. Ebben az időszakban fordult a figyelme a pszichoanalízis felé. 1911-ben meghalt az édesanyja, ami nagyon megviselte a fiatal Karent. Oskar rosszul bánt a gyermekeikkel, pontosan ugyanúgy, ahogyan Karen apja a sajátjaival. Ebben az időben Karen úgy gondolta, hogy ez a megfelelő, de az 1920-as években a gyermekneveléshez való hozzáállása megváltozott.

## Karrier és munka
1920-ban Horney elvállalt egy oktatói állást a berlini Pszichoanalitikus Intézetben, amit évekig csinált. New Yorkban is tanított. Karl Abraham azt mondta Horney-ról, hogy egy tehetséges analitikus és tanár.
1923-ban Oskar Horney agyhártyagyulladást kapott, Karen testvére pedig ekkor halt meg tüdőgyulladásban. Mind a két esemény előhozta a depresszióját és öngyilkosságon gondolkodott. 1926-ban kiköltözött a gyerekeivel Oskartól, és négy évvel később az Amerikai Egyesült Államokba emigrált, és letelepedett Brooklynban. Itt jó barátok lettek Erich Frommal és Harry Stack Sullivannel; az előbbivel intim kapcsolatot folytatott, aminek kellemetlen vége lett.
Először igazgató helyettese lett a chicagói Pszichoanalitikus Intézetnek, ez idő alatt alkotta meg az elméleteit a neurózisról és a személyiségről, amiket a terápiás tapasztalataira alapozott. 1937-ben jelent meg a könyve A neurotikus személyiség napjainkban címmel, ami nagy népszerűségnek örvendett. 1941-re az amerikai Pszichoanalitikus Intézet dékánja lett.
Horney eltávolodott a freudi pszichoanalízistől, ez vezetett ahhoz, hogy lemondjon a posztjáról és a New York-i Orvostudományi Egyetemen kezdjen el oktatni. Létrehozta a American Journal of Psychoanalysis című újságot. A New York-i Orvostudományi Egyetemen tanított és praktizált mint pszichiáter egészen a haláláig, ami 1952-ben következett be.

## Neuróziselmélete
Másként nézett a neurózisra, mint a kortárs pszichoanalitikusok, és különböző nézeteit pácienseire alapozta. Úgy gondolta, hogy a neurózis egy véget nem érő folyamat és hellyel-közzel mindenki életében előfordul. Ez ellentétben volt azzal, amit a kortársak vallottak, hogy a neurózis az elme rossz válasza egy külső ingerre, mint például válás, gyerek- és/vagy felnőttkori negatív élmények.
Úgy vélte, hogy ezek a hatások kevésbé fontosak, kivétel a gyermekkori élmények, azon belül is a szülők különbözősége a gyermek irányába, és úgy hitte, az a kulcsa egy személy neurózisának a megértéséhez, hogy gyermekkorban hogyan észlelte az eseményeket. 
Terápiás tapasztalataiból megnevezte a neurotikus szükségleteket. Arra alapozta, hogy szerinte mire van szüksége egy embernek, hogy sikeres legyen az életben, és úgy gondolta, hogy egy neurotikus személy mind a tízet produkálhatja, de már kevesebb jelenlétével is neurotikusnak tekinthető az illető:

### Emberirányú mozgás
- 1. Szeretet és tetszés
- 2. Dependencia

### Embertől távolodó mozgás
- 3. Tökéletesség, megtámadhatatlanság
- 4. Az élet beszűkítése
- 5. Önellátás, függetlenség

### Emberellenes mozgás
- 6. Neurotikus erővágy
- 7. Kizsákmányolás
- 8. Tekintélyszükséglet
- 9. Személyes csodálat
- 10. Egyéni teljesítmény

## Nárcizmus
Horney teljesen másképpen látta a nárcizmust, mint Sigmund Freud, Kohut vagy más pszichoanalitikusok. A nárcisztikus személyiséget Horney szerint bizonyos korai környezeti hatások hozzák létre, mert eredendően a nárcisztikus igények nem tartoznak szorosan az emberi természethez. A nárcizmust az egyén defenzív stratégiáihoz sorolta, a nárcisztikus önbecsülés nem erős, mert nem valódi teljesítményeken alapul.

## Pszichoszociális irányzat
Horney és Alfred Adler alkották meg a pszichoszociális irányzatot.
Horney sok mindenben egyetértett Freuddal, viszont néhány kulcskérdésben eléggé ellenkezett a véleményük.
Horney úgy gondolta, hogy a szexualitás és az agresszió nem az elsődleges alkatóeleme az személyiségnek.
Horney szerint, amikor Freud a pénisz irigységről beszél, akkor valószínűleg rátapintott valamire, de nem szervi irigységre kell gondolni, hanem a férfi nemiség előnyeire a világban. Elfogadta, hogy a pénisz irigység előbukkanhat neurotikus nőknél, de pontosan ugyanúgy előjön a méh irigység férfiakban, amikor a férfiak irigyek a nők azon képességére, hogy gyermeket képesek kihordani és megszülni. Még azt is gondolta, hogy a férfiak azért is irigyek a nőkre, mert ők betölthetik a pozíciójukat a társadalomban szimplán csak azzal, hogy "vannak", holott a férfiaknak meg kell küzdeni azért, hogy felépítsék férfiasságukat.
Szerinte túl nagy hangsúlyt fektetett a többi analitikus a férfi nemi szervre. Újradolgozta a freudi Ödipusz-komplexus szexualitást érintő elemeit, mert úgy gondolta, hogy az egyik szülőhöz való ragaszkodás és a másik iránti irigység egy egyszerű eredménye a szorongásnak, amit a szülő-gyermek kapcsolatban lévő zavar okoz.
Horney igyekezett megújítani a freudi gondolatokat egy holisztikus, humanisztikus szemléletet kialakítva az emberi pszichéről, amit inkább kulturális és szociális különbségekre alapozott világszerte.

## Self elmélete
Horney is osztotta Abraham Maslow azon álláspontját, hogy az önmegvalósítás olyan dolog, amire minden ember törekszik. Ha az Énnek van egy pontos elképzelése saját magáról, akkor fel tudja ismerni lehetőségeit, s elérni észszerű határok közt, amit kíván. Horney hitt abban, hogy az önmegvalósítás minden egészséges személy célja egész életén át, ezzel szemben a neurotikus ezt kapaszkodva próbálja megvalósítani.
Az én az ideális ént mintául használja fel, hogy segítse saját igazi önmagát fejleszteni az önmegvalósítás elérésében. Ugyanekkor fontos azonban tudni, hogy mi a különbség az én ideális és valós énje között.
A neurotikus megoszlik saját idealizált önmaga és valódi énje közt. Ennek eredményeként a neurotikus személyek úgy érzik, hogy valahogy nem felnőttnek lenni az ideális self. Úgy érzik, hogy hiba van ahhoz képest, amilyennek lennie „kellene.” A neurotikus nem reális vagy egyáltalán nem lehetséges célokat tűz ki. A sikertelenség kapcsán előtérbe kerül a neurotikusnál a „megvetett én” vagy az ön-gyűlölet. Ezen egyének kezelésre szorulnak.

## Feminista pszichológia
Horney a feminista pszichiátria úttörőjének is bizonyult. Egyike volt az első női pszichiátereknek és ő volt az első, aki tanulmányokat írt a feminista pszichiátriáról; 14 tanulmányt jelentetett meg 1922 és 1937 között, amiket egybegyűjtöttek. Nőként úgy gondolta, hogy a női viselkedés feltárása egy elhanyagolt terület volt. A női mazochizmus problémája című esszéjében úgy érezte, hogy bebizonyította, hogy a kultúra és a társadalom bátorítja a nőket világszerte, hogy függjenek a férfiaktól szerelemért, presztízsért, gazdagságért, gondoskodásért és védelemért. Arra mutatott rá, hogy a társadalomban a férfiak túl vannak értékelve és a nők csak a vonzerőt és a szépséget testesítik meg.
A nők, Horney szerint, tradicionálisan csak a gyermekeiken és a családjukon keresztül lehetnek értékesek. Továbbment A bizalmatlanság a nemek között c. esszéjében, ahol a férj-feleség kapcsolatot egy szülő-gyerek kapcsolathoz hasonlította. 
Úgy gondolta, hogy a nőknek és a férfiaknak egyaránt van hajtóerejük ahhoz, hogy találékonyak és produktívak legyen. A nők képesek arra, hogy kielégítsék ezt a szükségletet normálisan és belső módon – állapotosok lesznek és gyermeket szülnek. A férfiak ezt mindössze külső utakon tudják elérni; szerinte a kiemelkedő teljesítmény a munkában vagy más területen a gyerekszülés képtelenségének a kompenzálása.
Horney jelentette meg az első "ön-segítő" könyvet 1946-ban Fontolgatja a Pszichoanalízist? címmel. Olyan férfiaknak és nőknek írta, akiknek viszonylag gyenge neurotikus problémáik vannak és a saját pszichiáterük lehetnek. Folyamatosan azt hangsúlyozta, hogy az öntudatosság fontos része annak, hogy jobb, erősebb, gazdagabb emberek legyünk.

## Karen Horney Klinika
A Karen Horney Klinika 1955. május 6-án nyílt New Yorkban Horney eredményeinek tiszteletére. A létesítmény célja, hogy kutatásokat végezzenek, szakembereket képezzenek, főként a pszichiátria területén. A klinikán egyre több az olyan páciens, akik valamiért nem megfelelőek pszichoanalízisre. Őket szupportív pszichoterápiával és pszichoanalitikus pszichoterápiával kezelik Horney nyomán.

## Kötetei magyar könyvtárakban
Számos kötete hozzáférhető német nyelvű vagy angol nyelvű kiadásban magyarországi köz- és szakkönyvtárainkban. The neurotic personality of our time (New York, 1937) című sikeres munkáját 2004-ben adták közre magyar nyelven:

### Magyarul
- A neurotikus személyiség napjainkban; ford. Turóczi Attila; Ursus Libris, Bp., 2004. 240 p. (Emberközpontú pszichológia)

## Fordítás
- Ez a szócikk részben vagy egészben a Karen Horney című angol Wikipédia-szócikk ezen változatának fordításán alapul.  Az eredeti cikk szerkesztőit annak laptörténete sorolja fel. Ez a jelzés csupán a megfogalmazás eredetét és a szerzői jogokat jelzi, nem szolgál a cikkben szereplő információk forrásmegjelöléseként.